# Concerto pour piano no 1 de Kabalevski
Pour un article plus général, voir Concerto pour piano.
Pour les articles homonymes, voir Concerto pour piano (homonymie).
Le Concerto pour piano nº 1 en la mineur, op. 9 est le premier des Concertos pour piano écrit par Dmitri Kabalevski. Il a été écrit en 1928 et créé par l'auteur le 11 décembre 1931 à Moscou.
Le concerto comporte trois mouvements :
- I. Moderato quasi andantino
- II. Moderato - Allegro assai
- III. Vivace marcato

L'influence de ses compatriotes russes compositeurs tels que Rachmaninov, Chostakovitch et tout particulièrement Prokofiev se fait nettement ressentir dans cette composition.